# آربنور فیض‌اللهو
آربنور فیض‌اللهو (آلبانیایی: Arbnor Fejzullahu؛ زادهٔ ۸ آوریل ۱۹۹۳) بازیکن فوتبال اهل آلبانی است.
از باشگاه‌هایی که در آن بازی کرده‌است می‌توان به باشگاه فوتبال پارتیزانی تیرانا اشاره کرد.
وی همچنین در تیم‌های ملی فوتبال زیر ۲۱ سال آلبانی و آلبانی بازی کرده‌است.